# Stegopterus obesus
Stegopterus obesus är en skalbaggsart som beskrevs av Hermann Burmeister 1842. Stegopterus obesus ingår i släktet Stegopterus och familjen Cetoniidae. Inga underarter finns listade i Catalogue of Life.